# Japonský parlament
Japonský parlament (japonsky 国会, Kokkai) je dvoukomorový zákonodárný orgán Japonska. Tvoří jej dolní komora neboli Sněmovna reprezentantů (japonsky 衆議院 Šúgi-in) a horní komora neboli Sněmovna poradců (japonsky 参議院 Sangi-in). Do obou komor jsou zástupci voleni občany staršími 18 let pomocí smíšeného volebního systému.
Dolní komora se ve volebním období 2021–2025 skládá ze 465 členů volených na čtyři roky, z toho je 289 poslanců voleno v jednomandátových volebních obvodech a 176 podle principu poměrného zastoupení v 11 volebních obvodech. Členem Sněmovny reprezentantů se může stát pouze občan starší 25 let.
Horní komora se ve volebním období 2021–2025 skládá ze 248 členů, z nichž je 100 voleno podle principu poměrného zastoupení v jednom celonárodním volebním obvodu a 148 poslanců pak ve 47 volebních obvodech totožných s prefekturami. Funkční období v horní komoře je šest let, přičemž volby se konají každé tři roky, kdy je volena polovina mandátů. Členem Sněmovny poradců se může stát pouze občan starší 30 let.
Pokud se obě komory nedokážou dohodnout na kompromisu ohledně osoby premiéra, rozpočtu nebo státních smluv, může Sněmovna reprezentantů trvat na svém rozhodnutí. Ve všech ostatních případech může přehlasovat Sněmovnu poradců pouze dvoutřetinovou většinou přítomných zástupců.
Zákonodárný sbor volí ze svého středu japonského premiéra, který pak sestavuje vládu. Většina jejích členů by měla být rovněž zvolena ze zástupců obou komor. Vláda je při výkonu své moci parlamentu odpovědná a ke své legitimitě potřebuje důvěru dolní komory.